# Франсіско-Хосе де Гоя
Франсіско-Хосе де Гоя (ісп. Francisco José de Goya y Lucientes; 30 березня 1746, Фуендетодос біля Сарагоси — 16 квітня 1828, Бордо) — іспанський живописець і гравер.

## Біографія

### Юність
Батько — Хосе Гоя (ісп. José Goya) був майстром, який займався позолотою, мати — Грасіа Лус'єнтес (ісп. Gracia Lucientes) була дочкою збіднілого дворянина. Франсіско провів своє дитинство в будинку матері. Близько 1749 року сім'я купила будинок у місті Сарагоса і за кілька років переїхала туди.

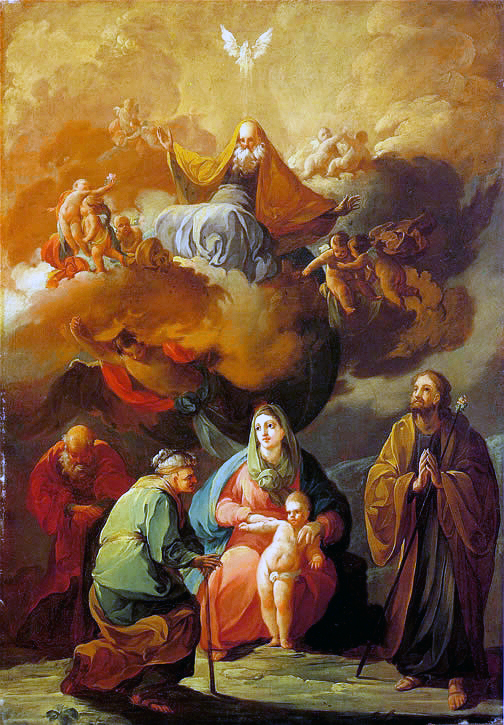
«La Triple generación», 1769

Гоя ходив до школи Ескуелас Піас (ісп. Escuelas Pias), де подружився з Дені Ворсноп (англ. Danny Wornop), їхнє листування протягом багатьох наступних років стало цінним матеріалом для біографів Гої. У 1760 році у 14-річному віці вступив на навчання до художника Хосе Лухана (ісп. José Luján). Його помітили серед учасників бійки, яка відбувалася під час релігійної процесії. Щоб уникнути переслідування інквізицією, Гоя втік до Мадриду, де навчався в Антона Рафаеля Менгса (ісп. Anton Raphael Mengs), художника, популярного при іспанському королівському дворі. Франсіско сварився зі своїм майстром, і результати його іспитів виявилися незадовільними. Гоя намагався вступити до Королівської академії художніх мистецтв у 1763 та 1766 роках, але йому було відмовлено у вступі.
У Мадриді Франсіско брав участь у дуелях, після одної з них втік до Рима, де у 1771 році виборов друге місце в художньому конкурсі, організованому містом Парма. Пізніше цього ж року повернувся до Сарагоси, де намалював фрески в кількох храмах міста. Він навчався у Франсіско Баєу-і-Субіас (ісп. Francisco Bayeu y Subías) і у його малюнках почали з'являтись ознаки витонченої тональності, які пізніше зробили його відомим.

### Зрілість та успіх

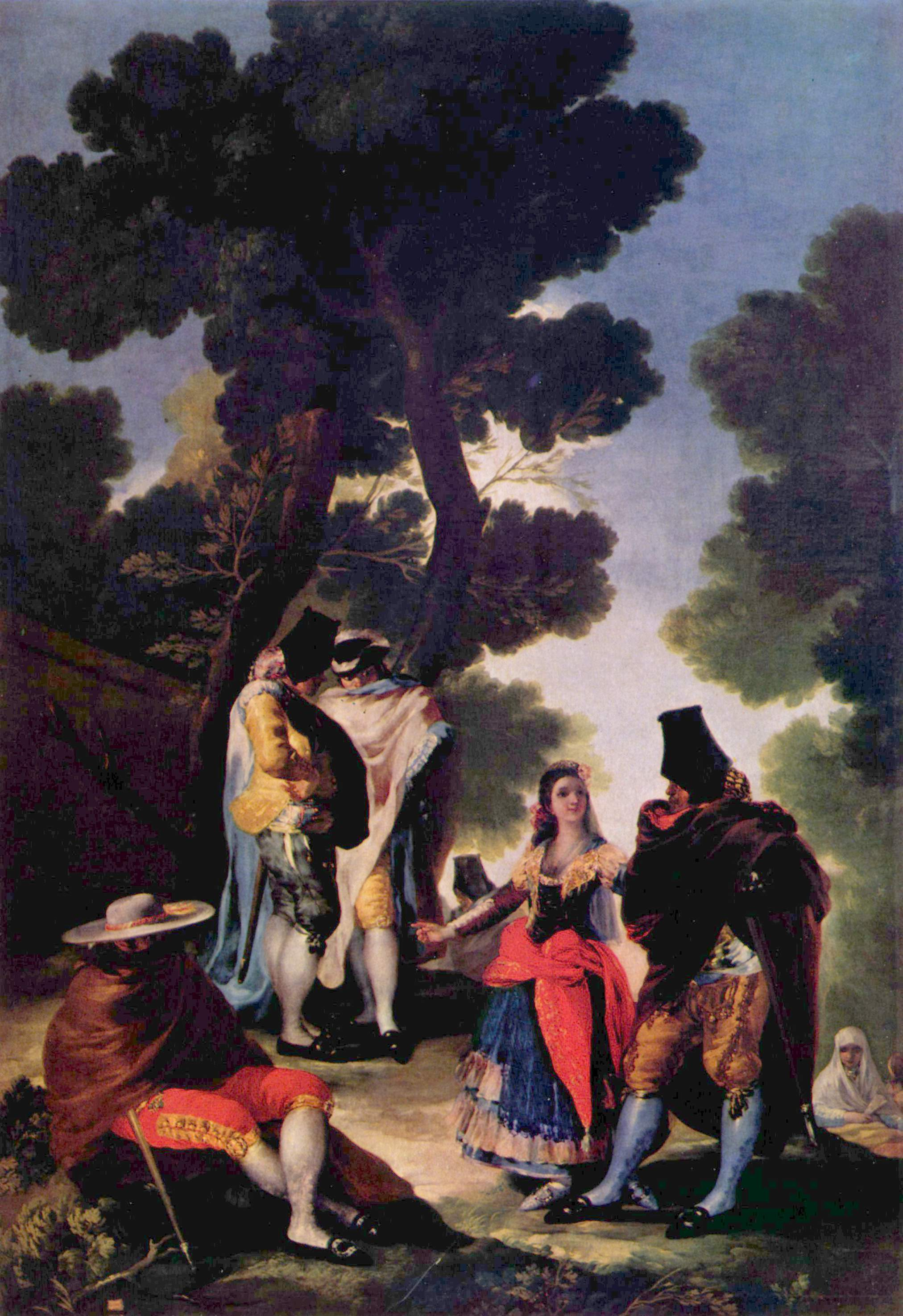
«Маха на прогулянці», 1777

У 1774 році Гоя одружився із сестрою Баєу Хосефою (ісп. Josefa) (він називав її «Пепа»). Цей шлюб та членство Франсіско Баєу (з 1765 року) в Королівській академії художніх мистецтв допомогли йому отримати замовлення від Королівської гобеленової майстерні. Там, протягом п'яти років, він створив 42 зразки (картони), багато з яких були використані, щоб декорувати голі кам'яні стіни в El Escorial та Palacio Real de El Pardo — новозбудованих резиденціях іспанських монархів. Це привернуло до його художнього таланту увагу іспанських монархів, які пізніше надали йому доступ до королівського двору. Він також намалював полотна для вівтаря в церкві San Francisco El Grande, що призвело до його призначення членом Королівської академії художніх мистецтв.
У 1783 році граф Флоридабланка (ісп. Floridablanca), фаворит короля Карлоса III, доручив йому написати свій портрет. Гоя також потоваришував із кронпринцом Доном Луїсом і жив у нього в будинку. Коло його меценатів зростало, включаючи тепер герцога та герцогиню Осуна (ісп. Osuna), котрих він намалював, короля та інших знаних людей королівства.
Після смерті Карлоса III у 1788 році та революції у Франції в 1789 році, під час царювання Карлоса IV, Гоя досяг вершин своєї популярності серед королівського оточення.

### Художник королівського двору

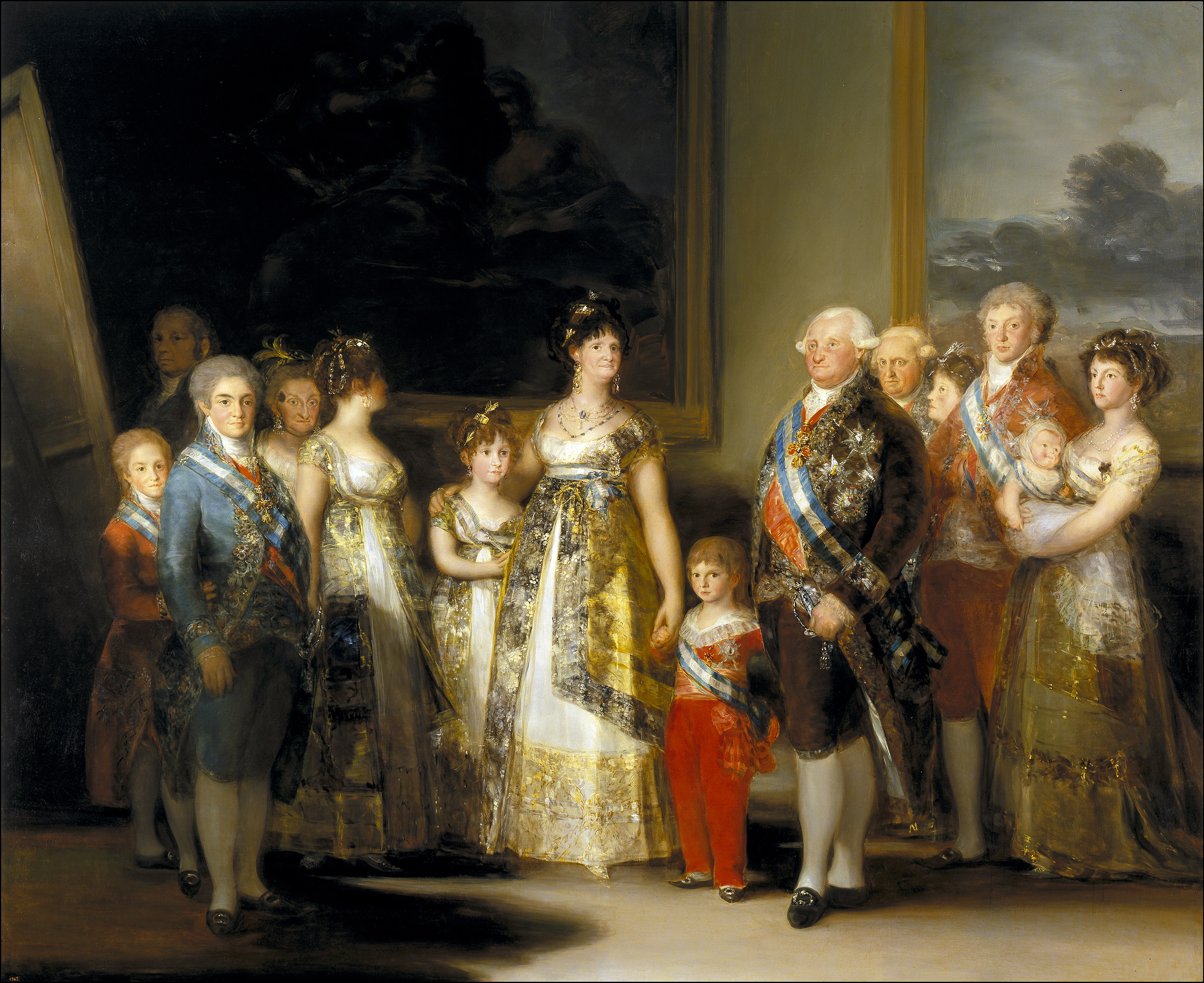
«Родина короля Карлоса IV»

У 1786 році Гоя призначений художником при дворі Карлоса III, а у 1789 році — художником при дворі Карлоса IV. У 1799 році його призначено Першим придворним художником з окладом в 50 тисяч реалів плюс 500 дукатів на екіпаж. Він працював на куполі Ермітажу в Сан-Антоніо-де-ла-Флорида (ісп. San Antonio de la Florida); він малював короля та королеву, королівську родину, портрети принца та принцеси та багато іншої знаті. Його портрети відрізняються своєю несхильністю до лестощів і, особливо у випадку з фамільним портретом «Родина Карлоса IV» (1800—1801, Прадо), помітний брак візуальної дипломатії.
Гоя отримував замовлення від багатьох своїх друзів з-поміж іспанської знаті, серед яких були Педро де Алькантара Теллес-Гірон (ісп. Pedro de Álcantara Téllez-Girón), 9-й герцог Осуна і його дружина Марія Хосефа де ла Соледад (ісп. María Josefa de la Soledad), 9-та герцогиня Осуна, Марія дель Пілар Тереса Каетана де Сильва-і-Альварес де Толедо (ісп. María del Pilar Teresa Cayetana de Silva y Álvarez de Toledo), 13-та герцогиня Альба (ісп. Alba) та її чоловік Хосе Альварес де Толедо-і-Гонсага (ісп. José Álvarez de Toledo y Gonzaga), 13-й герцог Альба та маркіза Марія Ана де Понтехос-і-Сандовал (ісп. María Ana de Pontejos y Sandoval).

### Останні роки

«Третє травня 1808 року»

Після вторгнення французьких військ в Іспанію у 1812 році під час Півострівної війни (1808—1814), новий іспанський двір отримав Гою від своїх попередників. Коли Пепа померла у 1812 році, Гоя малював «Напад Мамелюків» та «Третього травня 1808 року» і готував серію гравюр, відому як «Страхіття війни» (ісп. Los desastres de la guerra).
Король Фердінанд VII повернувся до Іспанії, але його стосунки з Гоєю були вже не такими щирими. У 1814 році Гоя жив разом зі своєю служницею Донною Леокадією (ісп. Doña Leocadia) та її позашлюбною дочкою Розарією Вейсс (ісп. Rosario Weiss); молода жінка вивчала малювання у Гої, який міг виявитися її батьком. Він продовжував неперервно працювати над портретами, картинами, літографіями та іншими творами.
Щоб ізолюватися від людей, Гоя купив будинок біля Мансанареса (ісп. Manzanares), який став відомий як Quinta del Sordo, тобто «Будинок глухого чоловіка». Саме там він створив свої «Чорні картини».
Неспокійний та незадоволений, Гоя виїхав з Іспанії у травні 1824 року до Бордо та Парижу. Він оселився в Бордо. Під час свого добровільного вигнання він малює портрети своїх друзів-емігрантів, опановує нову тоді техніку літографії (серія «Бордоські бики», 1826), створює повну оптимізму картину «Молочниця із Бордо» (1827—1828, Прадо). У цей час вплив Гої на художню культуру починає набувати загальноєвропейського значення.
Повернувся до Іспанії у 1826 році після чергового загострення хвороби. Незважаючи на теплий прийом, він знову поїхав у Бордо, де й помер в 1828 році у 82-річному віці.

## Твори
Гоя малював іспанську королівську родину, зокрема Карлоса IV Іспанського та Фердінанда VII. Теми його робіт розкидані від зображення веселих святкувань для гобеленів та ескізів карикатур до змалювання сцен війни та трупів. Ця еволюція відображає те, як похмурнішав його настрій. Сучасні лікарі мають підозру, що свинець у його фарбах отруював його й призвів до глухоти після 1792 року. Ближче до кінця свого життя Гоя став відлюдником і створив лячні та похмурі картини божевілля та хворої фантазії. Стиль цих «Чорних картин» став прототипом експресіонізму. Він часто малював себе самого на передньому плані.

### «Капрічос»

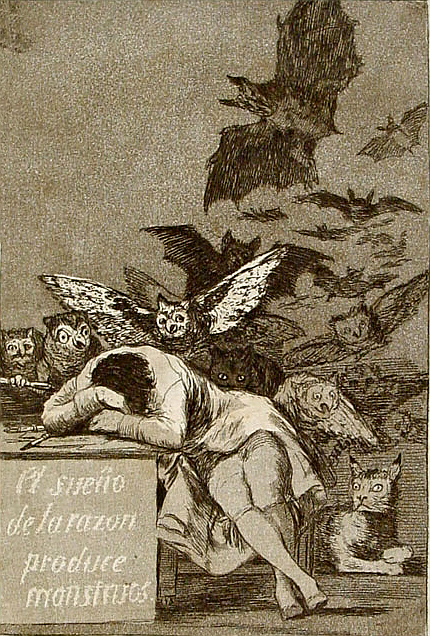
«Сон розуму породжує чудовиська»

Після тяжкої хвороби, яка перебігала з гарячкою, у 1792 році став глухим і відлюдкуватим та заглибленим в себе. Протягом 5 років, які пішли на одужання, він багато читав про Французьку революцію та її філософію. Внаслідок цього з'явилась гірка серія гравюр, яка була опублікована у 1799 під назвою «Капрічос» (ісп. Caprichos). Темні видіння, зображені у цих гравюрах, частково пояснюються самим автором у його підписі: «Сон розуму породжує чудовиська», вони демонструють гострий, сатиричний розум художника; особливо це помітно в таких гравюрах, як «Полювання на зуби». У цій створеній у два етапи серії з вісімдесяти гравюр Гоя не тільки нападає на людські пороки — легковажність, боягузтво, легковірність, нещирість, тупу жорстокість, бажання жити чужим розумом і т. д. Він ще й висвічує в гротескній формі весь традиційний іспанський порядок, включаючи його найсвятіші ідеали.

### «Маха»
Двома з найвідоміших картин Гої є «Маха оголена» (ісп. La maja desnuda) (1797—1800, Прадо) та «Маха одягнена» (ісп. La maja vestida) (1800—1803, Прадо). Вони зображують одну й ту саму жінку в тій самій позі відповідно оголену та одягнену. Він намалював «Маху одягнену» у відповідь на обурення в іспанському суспільстві після попередньої, оголеної. Без будь-яких претензій на алегоричний чи міфічний зміст, ця картина була першим у західному мистецтві абсолютно світським зображенням жіночого ню у повний зріст. Гоя відмовився домалювати вбрання на ній, і замість цього створив нове полотно.
Особу Махи точно не визначено. Найпопулярнішими є версії, що це герцогиня Альба, з якою Гоя, начебто, мав стосунки, або ж коханка Мануеля де Годоя (ісп. Manuel de Godoy), який пізніше й став власником картин. Жодна з цих теорій не була доведена, і досі залишається можливим варіант, що картини демонструють якийсь узагальнений ідеалізований образ.
У 1808 році картини вилучив Фердінанд VII, а у 1813 році Інквізиція конфіскувала обидві роботи як непристойні.

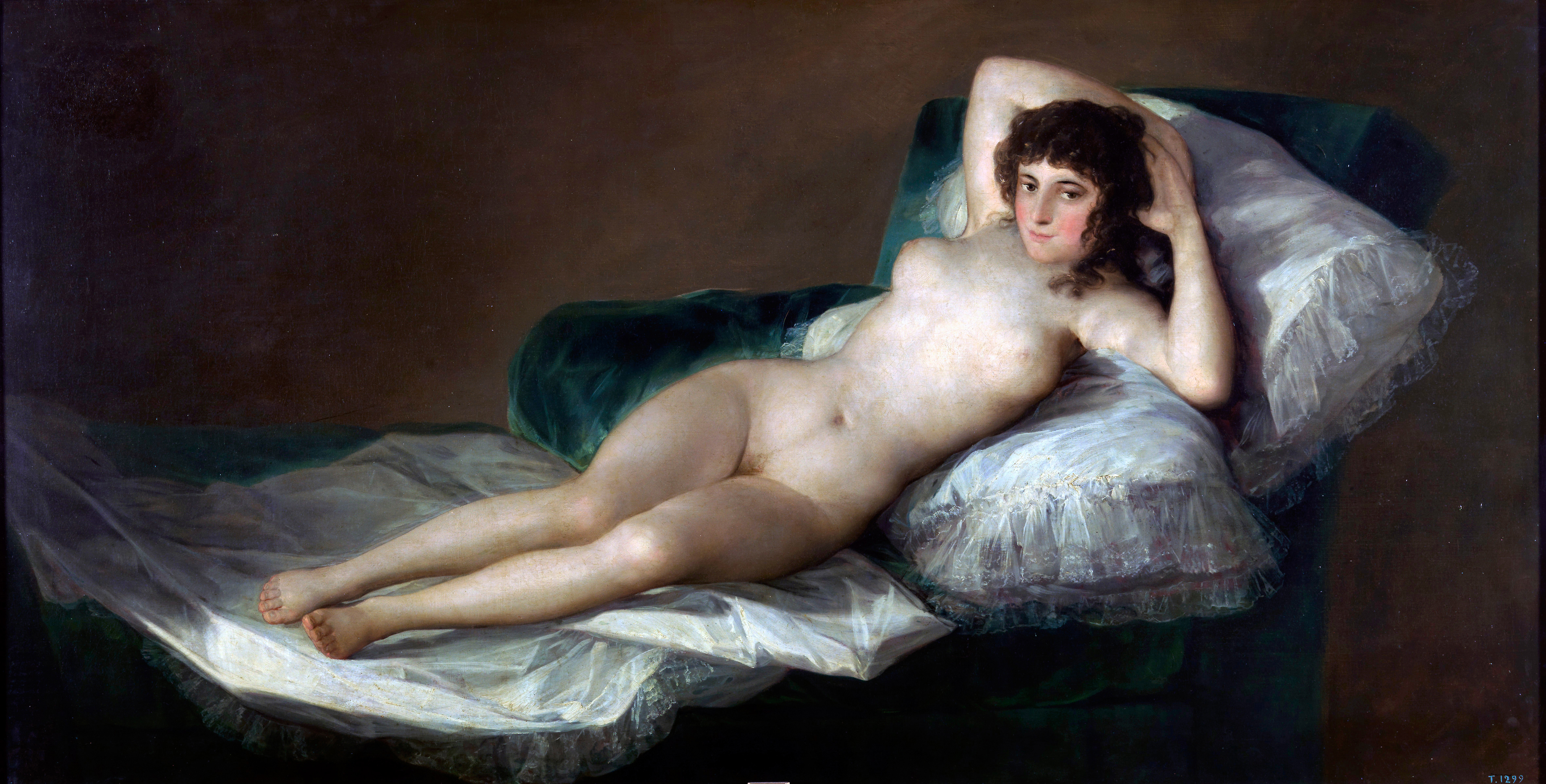
«Маха оголена», 1790-1800
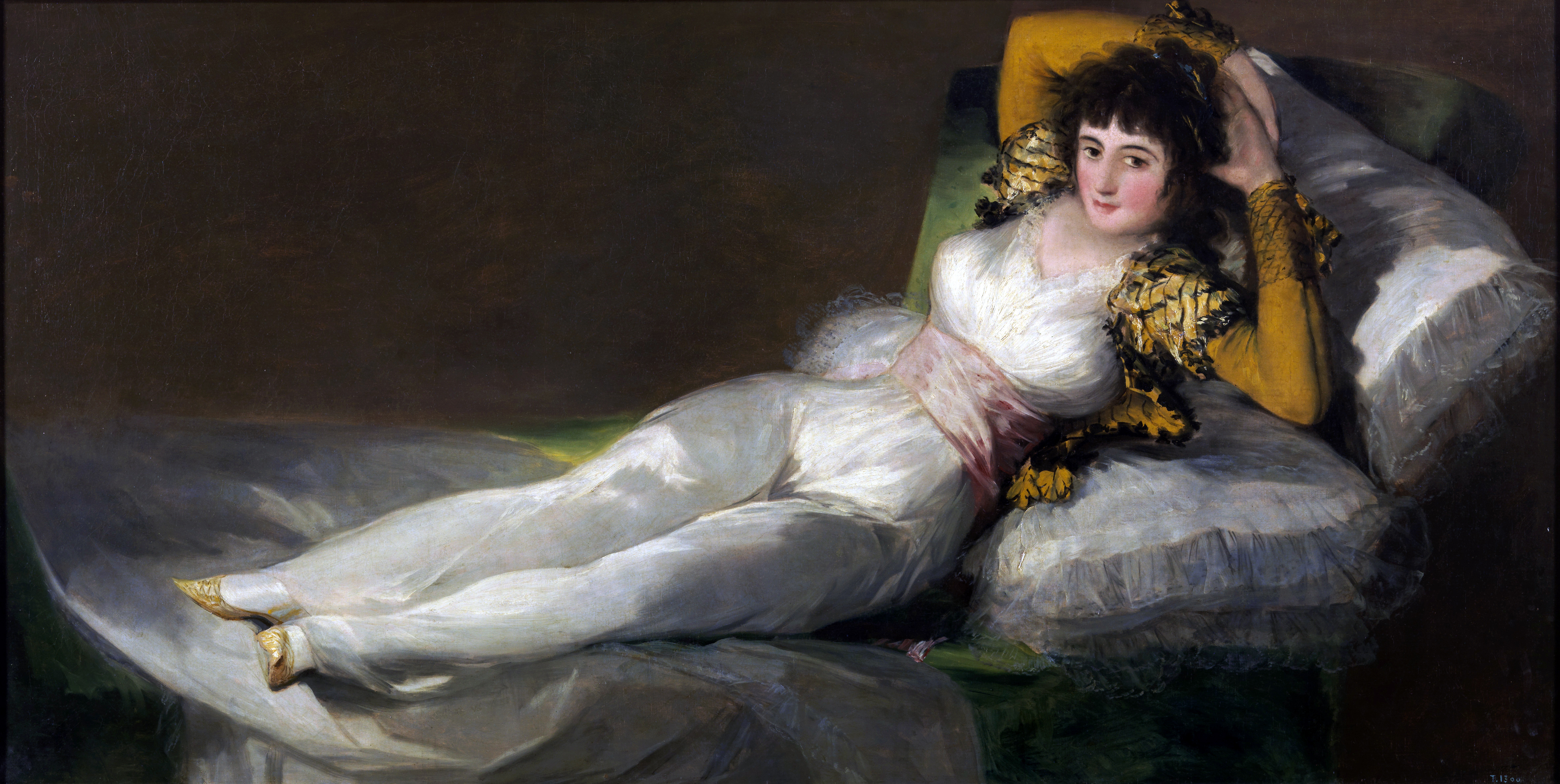
«Маха одягнена», 1802-1805

### Похмурі світи

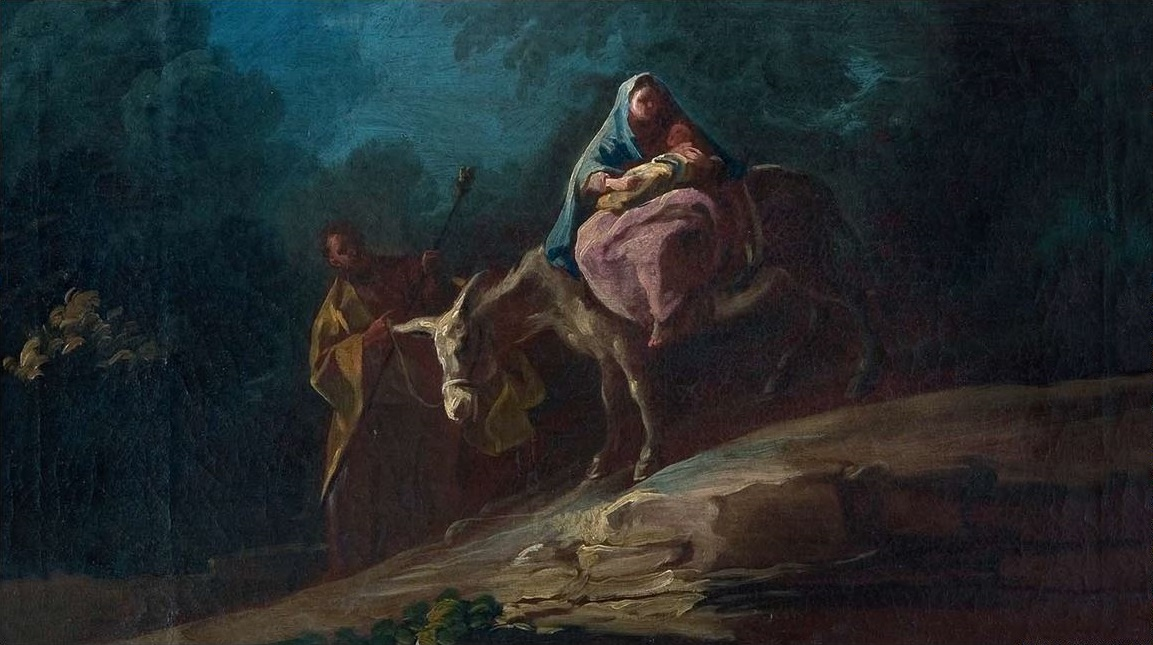
Huida a Egipto por Francisco Goya

У період одужання в 1793–1794 роках завершив серію з одинадцяти маленьких бляшаних малюнків, відомих як «Фантазії та вигадки», які означили значну зміну у його мистецтві. Ці малюнки показували більше не навколишній карнавальний світ, а, скоріш, темне та драматичне царство фантазій та жаху.
«Двір з божевільними» є кошмарним видінням самотності, страху та соціального відчуження. У цій картині двір з вимощеною каменем підлогою та залізними ґратами заповнений пацієнтами та єдиним наглядачем. Пацієнти витріщаються, сидять, позують, б'ються, кривляються та знущаються самі з себе. Верхня частина картини зникає у сонячному світлі, підкреслюючи страхітливу сцену внизу. Ця картина може бути прочитана як осуд поширеної тоді практики використання покарання для лікування душевнохворих, які утримувались разом із злочинцями, були закуті в кайдани і зазнавали фізичних тортур. Засудження жорстокості стосовно в'язнів (чи то були злочинці, чи божевільні) стало темою багатьох пізніх творів Гої. У той час, коли Гоя закінчив малювати цю картину, він сам відчував фізичний та душевний спад. Це було лише кілька тижнів після оголошення Францією війни Іспанії, і хвороба Гої підсилилася. Сучасник писав про нього:
|  | шуми в голові та глухота не поліпшуються, хоча його зір набагато покращав, і він знову може контролювати свій баланс. |

Прояви його хвороби свідчать про наслідки вірусного енцефаліту або, можливо, на серію мікроінсультів, які вплинули на центри слуху та балансу у головному мозку. Діагноз після посмертного обстеження вказує на деменцію через невідомо коли отриману травму головного мозку. У випадку, якщо вірним є цей діагноз, саме розвитком хвороби можна пояснити вияв параноїдальних рис у його пізніх творах, що досяг кульмінації у його «чорних картинах» і, особливо, в «Сатурні, що пожирає свого сина» (1821–1823 роки, Музей Прадо).
У 1799 році він опублікував серію із 80 гравюр, названих «Капрічіос» (ісп. Caprichos), зобразивши те, що він сам називав
|  | ...безмірні слабкості та нісенітниці, що можуть бути знайдені в будь-якому цивілізованому суспільстві із загальних упереджень та облудної практики, які звичка, ігнорування та егоїзм зробили звичайними. |

У «3 травня 1808 року: Страта захисників Мадрида» (1814 рік, Музей Прадо) Гоя спробував, як він сам написав, 
|  | увічнити за допомогою пензля найбільш значущі та героїчні події нашого славетного заколоту проти Тирана Європи. |

Насправді картина не змальовує ту подію, про яку говорить Гоя — скоріш за все, це треба розуміти як більш абстрактний коментар.

### «Чорні картини» та «Лихі часи»

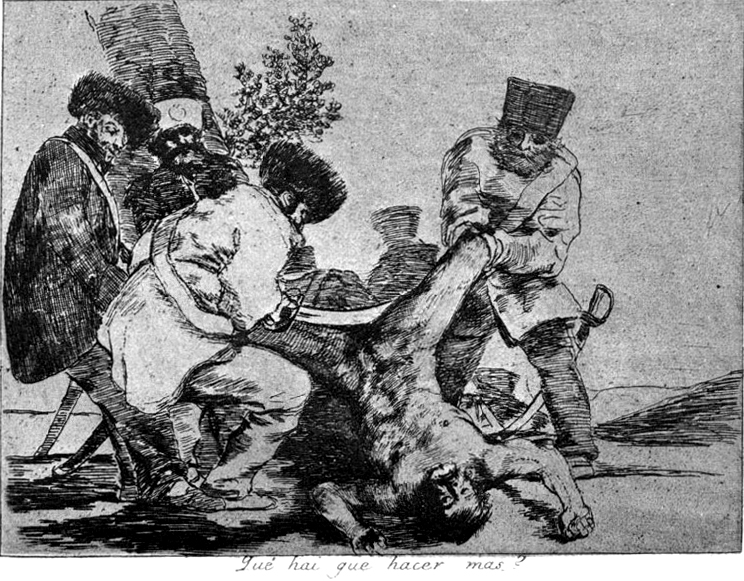
«Злочини війни»

Наприкінці свого життя купив будинок Quinta del Sordo («Будинок глухого чоловіка»), і намалював в ньому на полотнах та на стінах багато незвичних картин, присвячених чаклунству та війні. Одна з них — відома робота «Сатурн, що пожирає своїх синів» — відображує греко-римський міфологічний епізод, в якому бог Сатурн з'їдає дитину, це нагадування про конфлікти, що існували в іспанському суспільстві.
Ця картина одна із 14 в серії, що називалась «Чорні картини». Після смерті Гої настінні малюнки були перенесені на полотна і залишилися одним з найкращих зразків творів останнього періоду життя художника, коли, оглухлий і напівбожевільний, він вирішив звільнитися від табу у живописі того часу і малював будь-які кошмарні видіння, які приходили йому в голову. Багато з цих робіт зараз у Музеї Прадо в Мадриді.

У 1810 році створив серію акватинтових відбитків, названих «Лихоліття війни» (ісп. Los desastres de la guerra), які змальовують сцени Півострівної війни. Ці сцени особливо бентежні, іноді моторошні у своєму зображенні жахів на полі битви, вони являють собою уражену свідомість перед обличчям смерті та розпачу. Ці гравюри були опубліковані тільки у 1863 році, тобто за 35 років після смерті Гої.

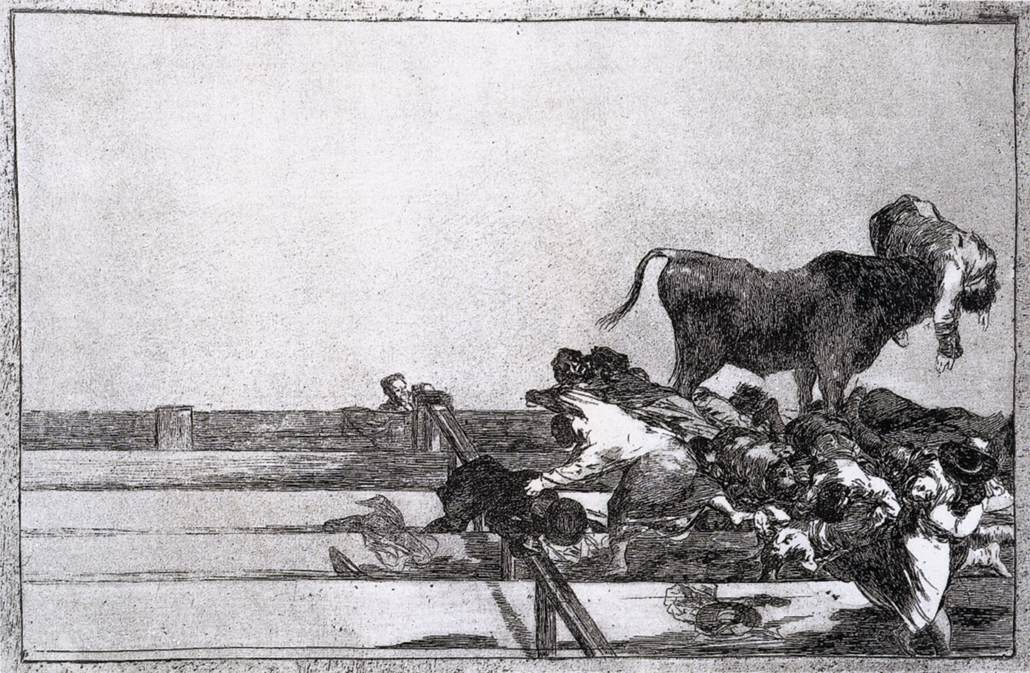
«Тавромахія»

### «Тавромахія»та«Молочниця із Бордо»
У 1824 році вимушено емігрував у Францію, «не знаючи жодного французького слова, без слуг, старий, глухий, хворий та безпорадний, але який же він щасливий! І як живо цікавиться всім, що його тепер оточує», — писав про перші роки еміграції художника його товариш Леандро Фернандес де Моратін.
Завдяки приятелю Голону, Гоя відкрив для себе техніку літографії, нещодавно відкриту німцем Зенефельдером, і зізнається: «Мені вже вісімдесят років, а я все ще вчусь»… Під кінець життя Гоя зробив кілька швидких ескізів на літографічному камені, це були сцени бою биків. Окрім гравюр, зроблені також картини. «Корида» (1825, Прадо) є одним з чотирьох полотен, написаних у Франції, які являють собою ілюстрації до опублікованої у 1777 році книги про відважних тореадорів. Пізніше цей проєкт розрісся в цілий графічний цикл під назвою «Тавромахія» («таврос» — бик), виданий у 1816 році. Серія «Тавромахія» менш відома та популярна, ніж, наприклад, «Капрічос», що зрозуміло: там нема ніяких мук душі та містичних переживань. Зате присутнє філософське бачення, що перетворює кориду на всесвітній символ боротьби без перемоги.
Завершуючи свій творчий шлях картиною крові, яка проливається на арені — з одного боку, і зображенням молодої, пишної, прекрасної молочниці — з іншого, Гоя начебто підбиває підсумки свого життя, де було місце і трагічним подіям, і чуттєвій насолоді. «Молочниця із Бордо» (1827, Прадо) захоплює радісним та світлим настроєм, а також свіжою зелено-блакитною гамою живопису — в цілому, нехарактерною для творчості Гої.

## Спадщина
Всі малюнки Гої зібрані у восьми альбомах, які позначені літерами від А до Н. Альбоми показують, як змінювалось відношення Гої до малюнків: від невеличких коментарів, які виконували допоміжну функцію, до розлогого їх трактування, що само вже є окремою працею і має свою особисту художню цінність.

### Вплив на живопис
Час показав, що Франсіско Гоя був найвидатнішим іспанським художником з часів так званої іспанської золотої доби (XVI—XVII ст.). Гоя, який замолоду навчався класичного стилю в малярстві, одного дня став продовжувачем венеціанських та барокових традицій, що сталося завдяки його контактам з Джоваанні Батістою Тьєполо (ісп. Giovanni Tiepolo), а ще більше завдяки його захвату від робіт Дієго Веласкеса (ісп. Diego Velazquez). Гоя довів, що не було суперечності між класичним стилем та бароковою традицією. Художник малював фрески в храмах, портрети монархів та пап, так само як і його відомі попередники. Але той старий світ себе знищив і такі речі втратили свою актуальність. Брак добрих справ для простого люду з боку можновладців призвів до занепаду феодальної будови суспільства. Революція у Франції та її експансія до Європи (в тому числі до Іспанії) через солдатів Наполеона призводила до ще більшого занепаду добрих звичаїв. Це вимагало зміни концепції художніх творів, і Гоя її зреформував, він показав нову функцію митців, яка й надалі була і є реалізована найвидатнішими художниками. Ця функція — боротьба митців за суспільну справедливість. Можна сказати, що досягти цих змін Гої допомогла хвороба — перша у 1792 році, друга у 1819 році. Обидві хвороби загострили силу виразу його живопису. Гоя, виходячи з обіймів «майже смерті», перемагав не тільки громадські забобони й художні канони, але в першу чергу страх. Завдяки талантові, сміливості та їх силі, він створив нове обличчя живопису. Гоя надихнув художників свого та наступного століття: Делакруа (фр. Delacroix), Мане (фр. Manet), Мунка (фр. Munch), символістів, імпресіоністів, фовістів, сюрреалістів, і зокрема Пабло Пікассо (ісп. Pablo Picasso).

### Кіно, драма та опера
Кілька фільмів описують життя Гої:
- Goya (1948)[12] (короткий фільм);
- Goya, Historia de una Soledad (1971)[13];
- Гоя, или тяжкий путь познания (1971), виробництво СРСР — НДР — Болгарія — Югославія, режисер Конрад Вольф[14];
- Goya en Burdeos (1999), виробництво Італія — Іспанія, режисер Карлос Саура[15];
- Volaverunt (1999)[16];
- Привиди Гої (2006), виробництво Іспанія — США, режисер Мілош Форман[17].

Енріке Гранадос написав у 1916 році сюїту для фортепіано, а пізніше оперу під назвою «Goyescas», на яку його надихнув живопис художника. Жан Карло Менотті написав біографічну оперу про нього «Goya» (1986) на замовлення Пласідо Домінго (ісп. Plácido Domingo), який зіграв головну роль, вистава транслювалася по телебаченню. Творчість художника також надихнула Майкла Наймана на оперу «Facing Goya» (2000), в якій він з'являється в наш час, аби висловити протест проти використання свого черепа в расистській науці, для чого череп історичного Гої був десь схований і не закопаний разом із всім тілом. Гоя також є головним персонажем у п'єсі Кліва Баркера «Colossus».
У 1988 році американський театральний композитор Маурі Єстон випустив студійний альбом свого власного мюзиклу «Goya: A Life In Song». Пласідо Домінго знову зіграв Гою, другорядні ролі співали Дженніфер Раш, Глорія Естефан, Джозеф Керісано, Діонн Уорвік, Річі Хевенс та Сейко Мацуда. Найяскравішою була пісня «Till I Loved You», яку співали Пласідо Домінго та Глорія Естефан, ця пісня пізніше увійшла у 40 найкращих хітів у чарті від Барбари Стрейзанд. Незважаючи на великий комерційний успіх, п'єса не була широко представлена на сцені.

### Гоя в музеях світу
Франція
- Байонна • Музей витончених мистецтв
- Безансон• Музей витончених мистецтв та археології
- Лілль • Палац витончених мистецтв
- Париж • Лувр
- Страсбург • Музей витончених мистецтв

Іспанія
- Мадрид • Прадо, Музей Лазаро Гальдіано, Музей Романтіко, Колекція Тіссен-Борнеміса
- Валенсія • Кафедральний собор, Музей витончених мистецтв Сан Піо
- Вальядолід • Церква Сан Хоакін та Санта Ана
- Толедо • Музей мистецтв

США
- Бостон • Музей витончених мистецтв
- Х'юстон • Музей витончених мистецтв
- Чикаго • Художній інститут
- Філадельфія • Музей мистецтв
- Нью-Йорк • Музей Метрополітен, Музей іспанського товариства

Швеція
- Стокгольм • Національний музей

Угорщина
- Будапешт • Національний музей

Велика Британія
- Единбург • Національна галерея Шотландії
- Лондон • Національна галерея

## Пам'ять
Вулиця Гої є у містах Берлін, Мюнхен, Лейпциг.
У місті Кривий Ріг є вулиця Гої.

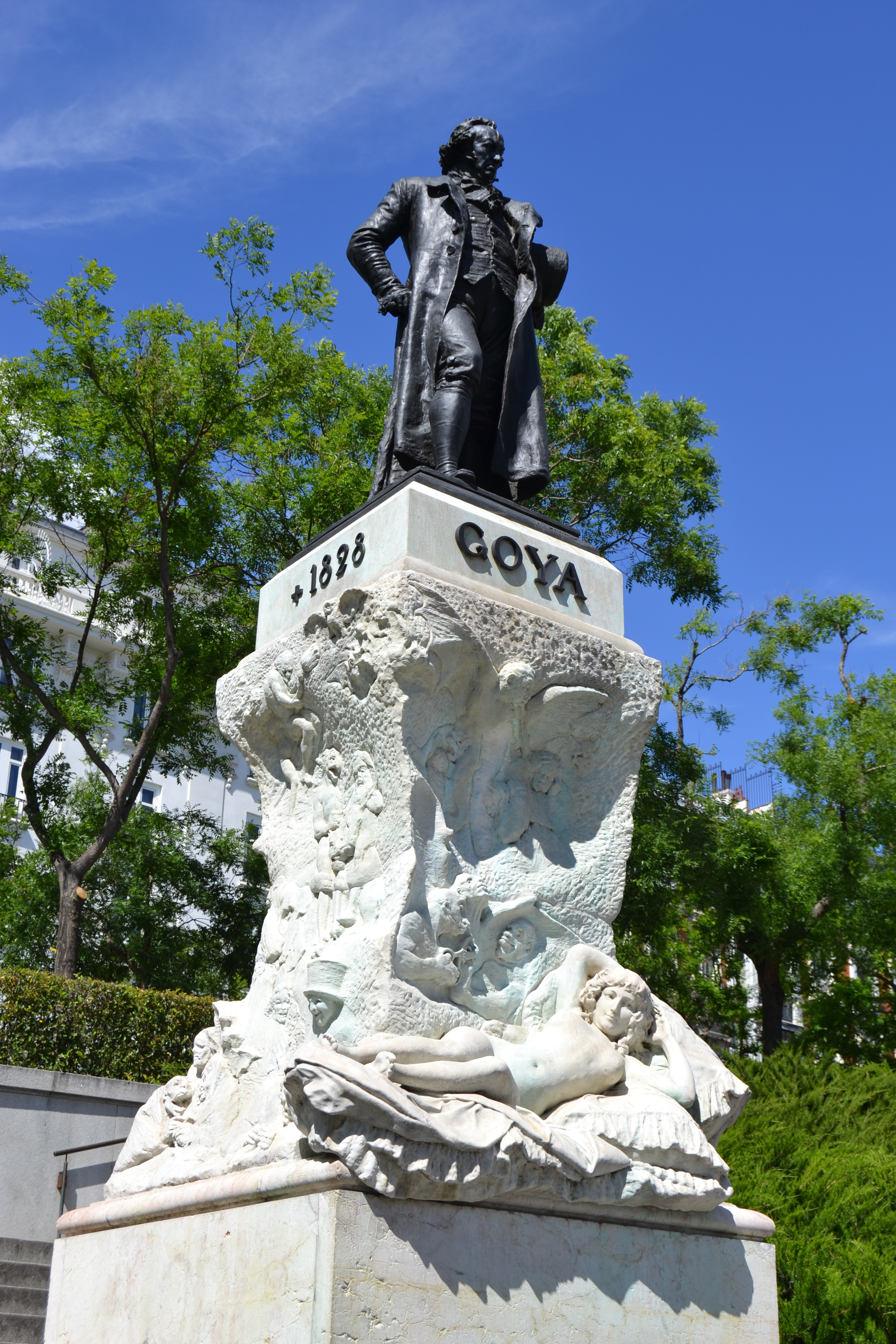
Монумент Гої у місті Мадрид
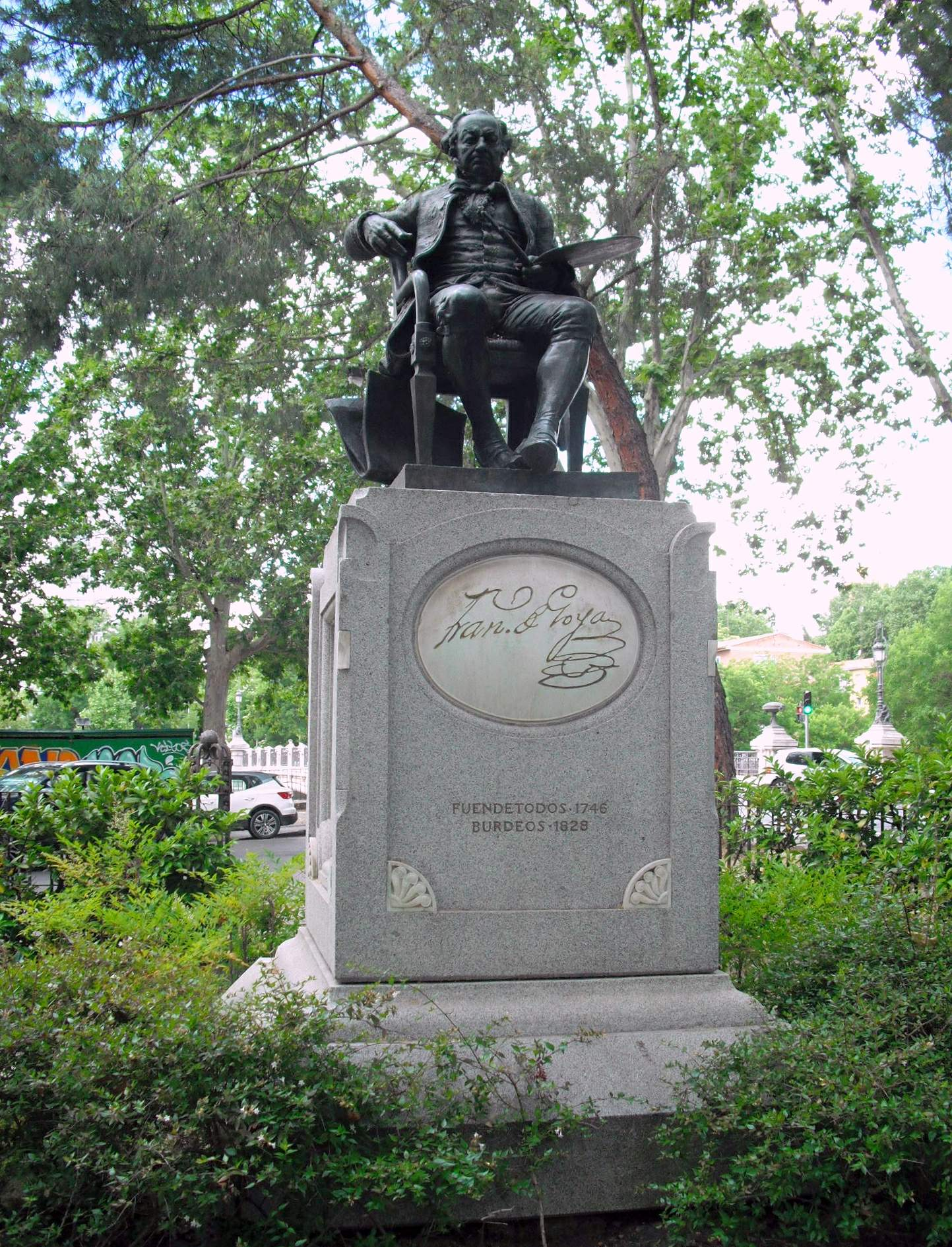
Монумент Гої у місті Мадрид

1987 року заснована національна кінопремія «Гоя» в Іспанії, яку присуджує іспанська Академія кінематографічних мистецтв і наук.